# Пузирко Володимир Михайлович
Володи́мир Миха́йлович Пузи́рко (* 1 червня 1971, Львів) — український дипломат, юрист. Надзвичайний і Повноважний Посланник першого класу. Генеральний консул України в Стамбулі, представник України при Організації Чорноморського економічного співробітництва. Директор Договірно-правового департаменту МЗС України (2010—2014).

## Біографія
Народився 1 червня 1971 року місті Львів. У 1993 році закінчив Львівський національний університет імені Івана Франка, юридичний факультет, спеціалізація — адвокатура, міжнародне право. У 2001 — Женевський центр політики безпеки (Швейцарія) (Geneva Centre for Security Policy (GCSP)). Володіє англійською, румунською та польською мовами.

## Дипломатична служба
1993—1995  — аташе, третій секретар Договірно-правового управління МЗС України
1995—1998  — третій, другий секретар Посольства України в Румунії
1998—2000  — перший секретар Договірно-правового управління МЗС України, помічник Першого заступника міністра
2001—2002 — другий, перший секретар Постійного представництва України при Раді Європи
2002—2005 — перший секретар, радник, Головний юридичний радник МЗС України.
2005—2006 — начальник Управління юридичного забезпечення МЗС України.
2006—2010 — Генеральний консул України в Стамбулі, Представник України при Організації Чорноморського економічного співробітництва.
З квітня 2010 року — по липень 2014 року — Директор Договірно-правового департаменту МЗС України.
В липні 2014 року звільнений з посади Директора Договірно-правового департаменту МЗС України у зв'язку з скороченням шатату. За його словами, вважав своє звільнення незаконним і подав на до суду, де виграв справу, проте МЗС не поновило на посаді Директора департаменту.
За час дипломатичної служби брав участь у розробці проектів нормативно-правових актів, які регламентують діяльність дипломатичної служби України, зокрема Законів України про дипломатичну службу та про міжнародні договори України.
Член державних делегацій України щодо укладення базових політичних договорів про дружбу та співробітництво України з Росією та Румунією, договорів про державний кордон та делімітацію континентального шельфу з Румунією, договорів щодо розподілу власності колишнього СРСР за кордоном («нульовий варіант»), угод у галузі військового співробітництва.
В 1993—1995 роках брав участь у розробці угод щодо перебування (оренди) Чорноморського флоту РФ на території України.
Член делегації України на 66-у, 67-у та 68-у сесію Генеральної Асамблеї ООН.
2010—2014 рр. представник України в CAHDI — комітеті юридичних радників Ради Європи з міжнародного публічного права.
Глава делегації України на українсько-молдовських переговорах (2010—2011 роки) щодо врегулювання питання оформлення земельної ділянки в районі села Паланка (Молдова), вирішення якого призвело до розблокування українсько-молдовських відносин.
Брав участь у підготовці візиту Вселенського Патріарха Варфоломія I до Києва, з нагоди святкування 1020-ї річниці хрещення Київської Русі (м. Київ, 25 — 27 липня 2008 року).
У 1997 році брав участь у відновленні діяльності Українського ліцею імені Тараса Шевченка у Сігету-Мармаціей (Румунія).
В 2007 році — ініціатор створення українського культурного товариства в Стамбулі — Міжнародного ліцею імені Тараса Шевченка.

## Нагороди та відзнаки
- Нагороджений відзнаками Міністерства юстиції України, Державної прикордонної служби України та Стамбульського культурного товариства кримських татар.

## Дипломатичний ранг
Надзвичайний і Повноважний посланник першого класу.